# Nederland op het Eurovisiesongfestival 1968
Nederland deed mee aan het Eurovisiesongfestival 1968, dat werd gehouden in Londen, Verenigd Koninkrijk.

## Nationaal Songfestival 1968

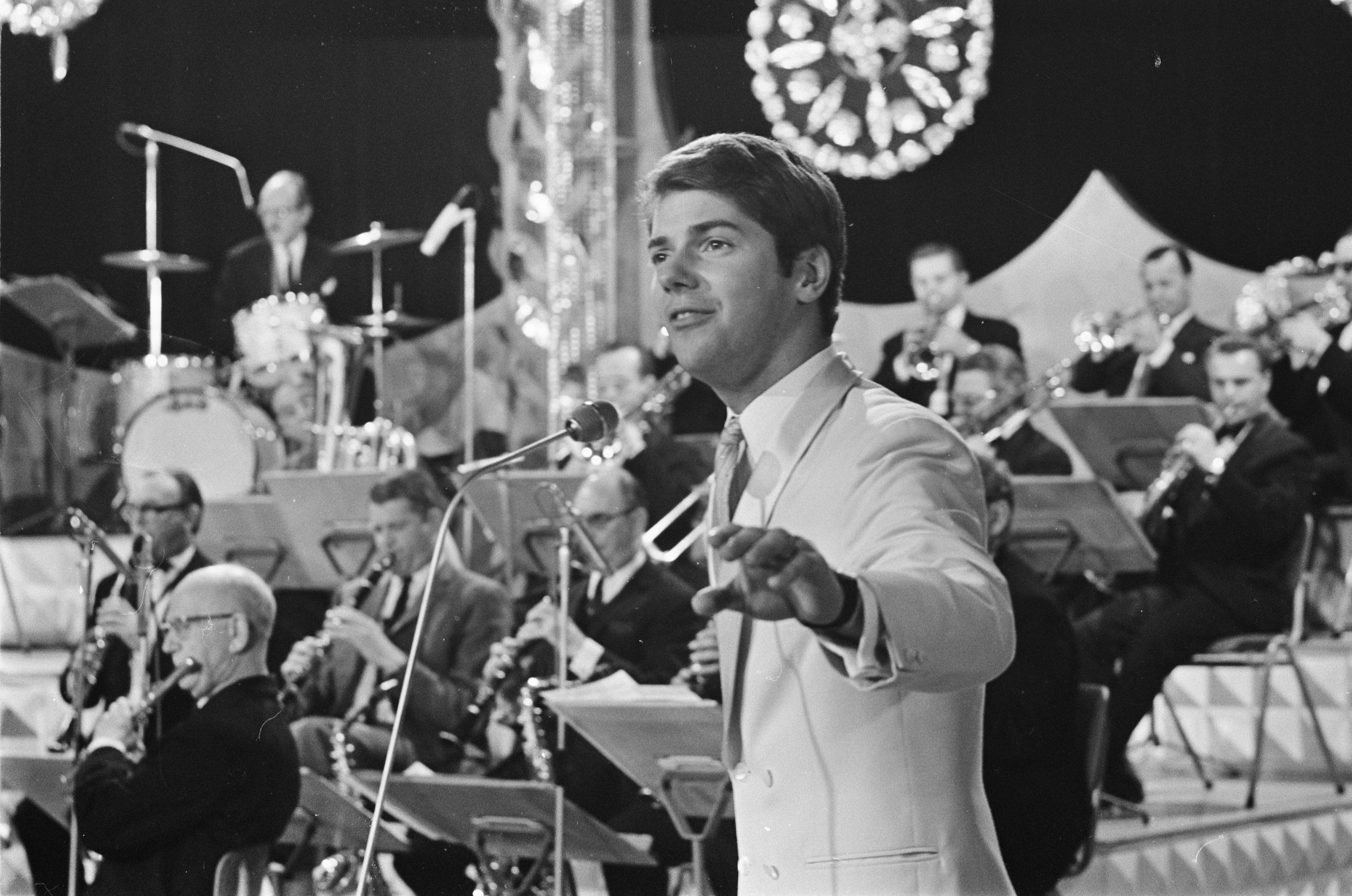
Ronnie Tober tijdens zijn optreden op het nationaal songfestival.

De Nederlandse inzending werd gekozen via het Nationaal Songfestival, dat werd uitgezonden op 28 februari door de NTS vanuit het Tivoli, te Utrecht. Het deelnemersveld bestond oorspronkelijk uit Tante Leen, Conny Vink, Trea Dobbs, Rene Frank & Gonnie Baars. Dobbs en Tante Leen trokken zich voor de nationale finale terug. Van de overige vier kandidaten had alleen Tober eerder meegedaan (1965). Deze keer had hij meer succes, hij won met het lied Morgen, geschreven door Cees Bruyn en Theo Strengers.

## In Londen
Op 6 april vond in de Royal Albert Hall in Londen de finale plaats van de dertiende editie van het Eurovisiesongfestival. Er waren in totaal  17 deelnemende landen. Tober mocht als tweede aantreden. Hij werd begeleid door een orkest onder leiding van dirigent Dolf van der Linden. Elles Berger verzorgde voor de tv-uitzending het Nederlands commentaar.
De Internationale jury bestond uit in totaal 170 mensen, 10 uit elk deelnemend land. die ieder 1 punt gaven aan hun favoriet. De voorzitter van de Nederlandse jury, Warry van Kampen, deelde namens Nederland de punten.
Tober ontving maar 1 punt, deze kwam uit Italië. Nederland eindigde hiermee, samen met Finland op een gedeelde zestiende plaats. Spanje won het festival met het lied La, La, La geschreven door Manuel de la Calva and Ramón Arcusa, en gezongen door Massiel. Dat lied behaalde 29 punten, net een punt meer dan de nummer twee, het Verenigd Koninkrijk. Dit was de eerste overwinning voor Spanje.

## Foto's

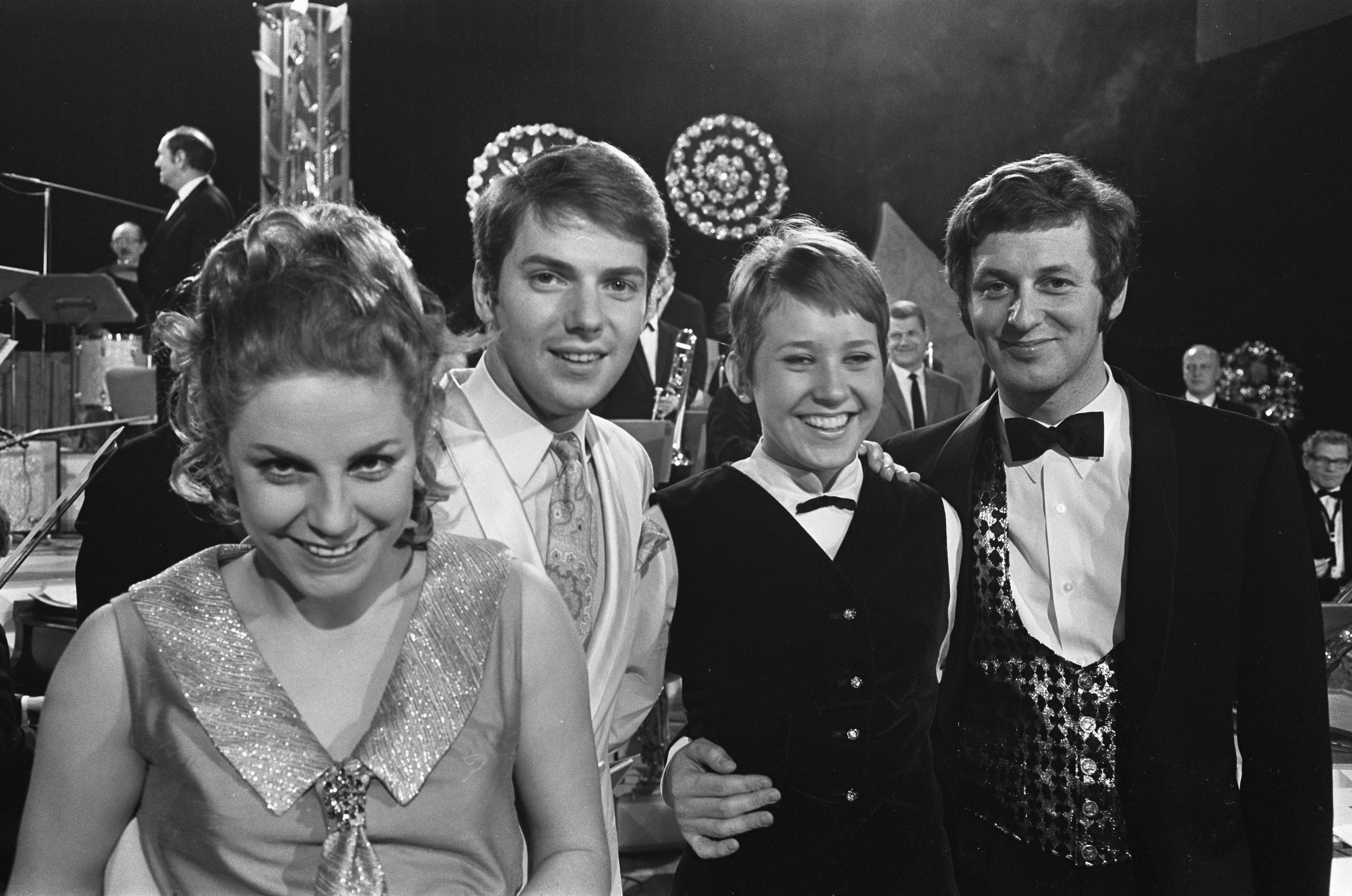
Nationaal Songfestival v.l.n.r Conny Vink, Ronnie Tober, Gonnie Baars, René Frank.
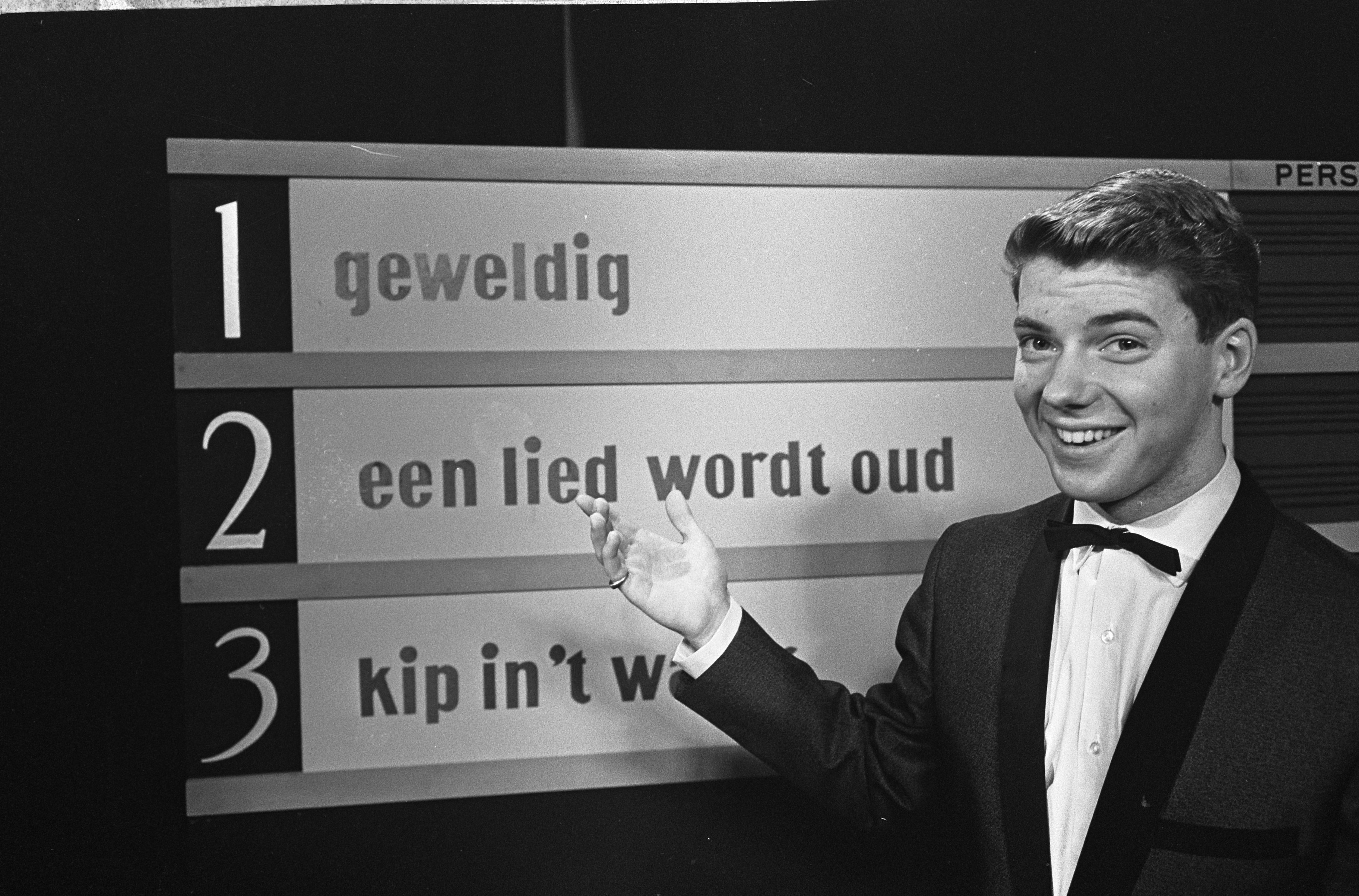
Ronnie Tober tijdens zijn voorronde van het Nationaal Songfestival in 1965